# Euodynerus auranus
Euodynerus auranus är en stekelart som först beskrevs av Cameron 1906.  Euodynerus auranus ingår i släktet kamgetingar, och familjen Eumenidae.

## Underarter
Arten delas in i följande underarter:
- E. a. albivestis
- E. a. aquilus
- E. a. azotopus